# 北野町 (岡崎市)
北野町（きたのちょう）は、愛知県岡崎市の町名。丁番を持たない単独町名であり、30の小字が設置されている。

## 地理
岡崎市北西端に位置し、東は大門2〜3丁目・森越町、西・南は橋目町、北は豊田市桝塚東町、北東は豊田市畝部東町に接する。

### 河川
- 矢作川

### 字一覧
出典 : 
| - 荒古（あらこ） - 池田（いけだ） - 一番訳（いちばんわけ） - 大訳（おおわけ） - 押廻（おしまわし） - 欠間（かけま） - 樫ノ木（かしのき） - 上池（かみいけ） - 狐畔（きつねぐて） - 畔北（くてきた） - 蔵下（くらした） - 郷裏（ごううら） - 申待（さるまち） - 地蔵（じぞう） - 地頭（じとう） | - 下池（しもいけ） - 善佐（ぜんさ） - 高塚（たかつか） - 中屋敷（なかやしき） - 西河原（にしがわら） - 西野山（にしのやま） - 西山（にしやま） - 西山畔（にしやまぐて） - 二番訳（にばんわけ） - 花本（はなもと） - 東河原（ひがしがわら） - 東山（ひがしやま） - 南山（みなみやま） - 山下（やました） - 山之間（やまのま） |

## 世帯数と人口
2019年（令和元年）5月1日現在の世帯数と人口は以下の通りである。
| 町丁   | 世帯数    | 人口    |
| ------ | --------- | ------- |
| 北野町 | 2,510世帯 | 5,566人 |

### 人口の変遷
国勢調査による人口の推移
| 1995年（平成7年）  | 4,198人 | [ 8 ]  |  |
| 2000年（平成12年） | 4,715人 | [ 9 ]  |  |
| 2005年（平成17年） | 5,229人 | [ 10 ] |  |
| 2010年（平成22年） | 5,499人 | [ 11 ] |  |
| 2015年（平成27年） | 5,621人 | [ 12 ] |  |

## 小・中学校の学区
市立小・中学校に通う場合、学区は以下の通りとなる。また、公立高等学校に全日制普通科に通う場合の学区は以下の通りである。
| 番・番地等 | 小学校             | 中学校               | 高等学校 |
| ---------- | ------------------ | -------------------- | -------- |
| 全域       | 岡崎市立北野小学校 | 岡崎市立矢作北中学校 | 三河学区 |

## 歴史
碧海郡北野村を前身とする。

### 町名の由来
谷部郷の北方に広がる野という説や、天正年間に低地に住んでいた村民が水害により台地に転居したため、下（=南）野に対して上（=北）野と称したことによるという説がある。

### 沿革
- 1889年（明治22年）10月1日 - 町村制施行に伴い、碧海郡長瀬村大字北野となる[1][15]。
- 1906年（明治39年）5月1日 - 合併に伴い、矢作町大字北野となる[1][2]。
- 1955年（昭和30年）4月1日 - 岡崎市へ編入し、同市北野町となる[1][2]。

## 施設

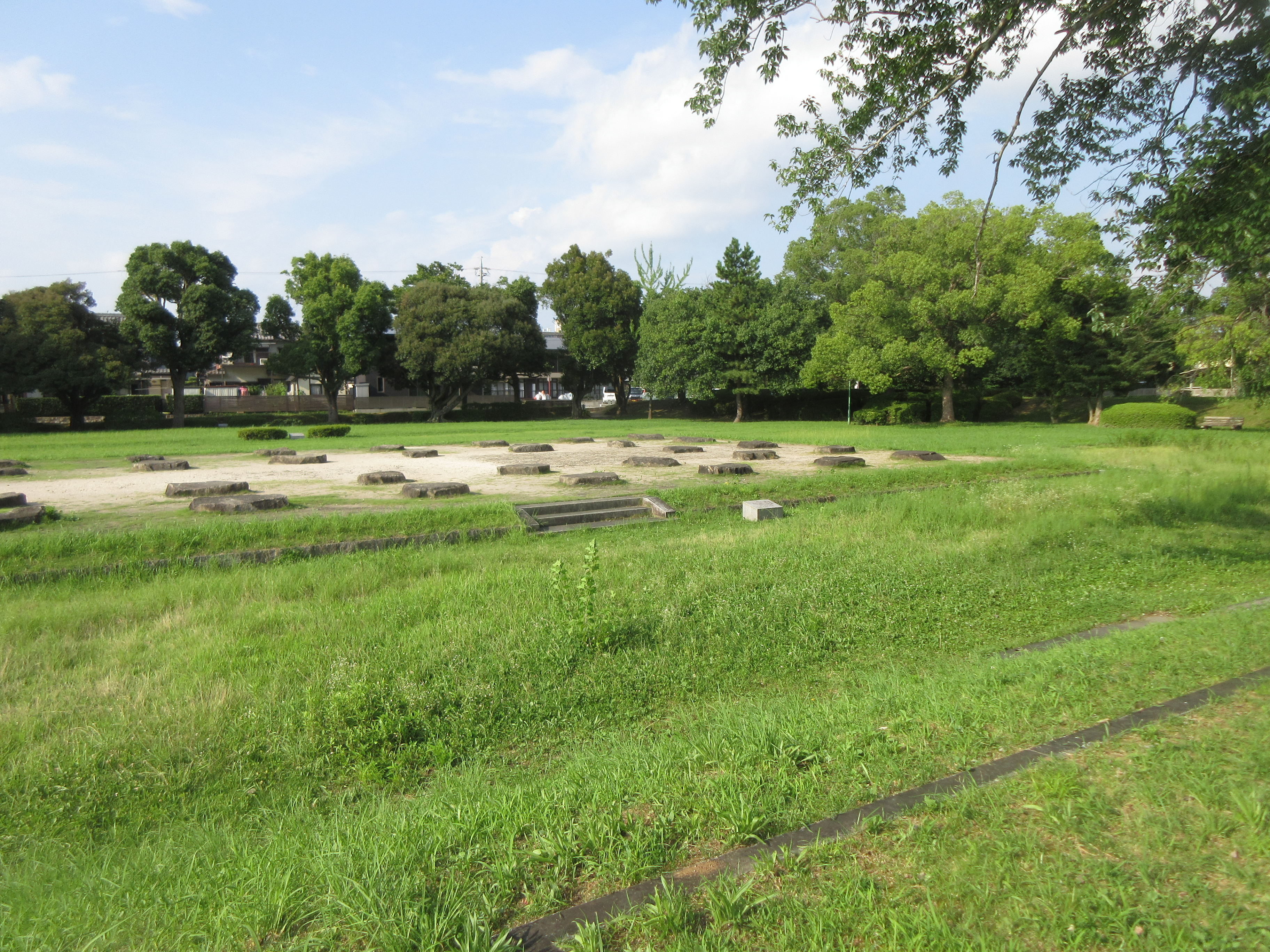
北野廃寺跡

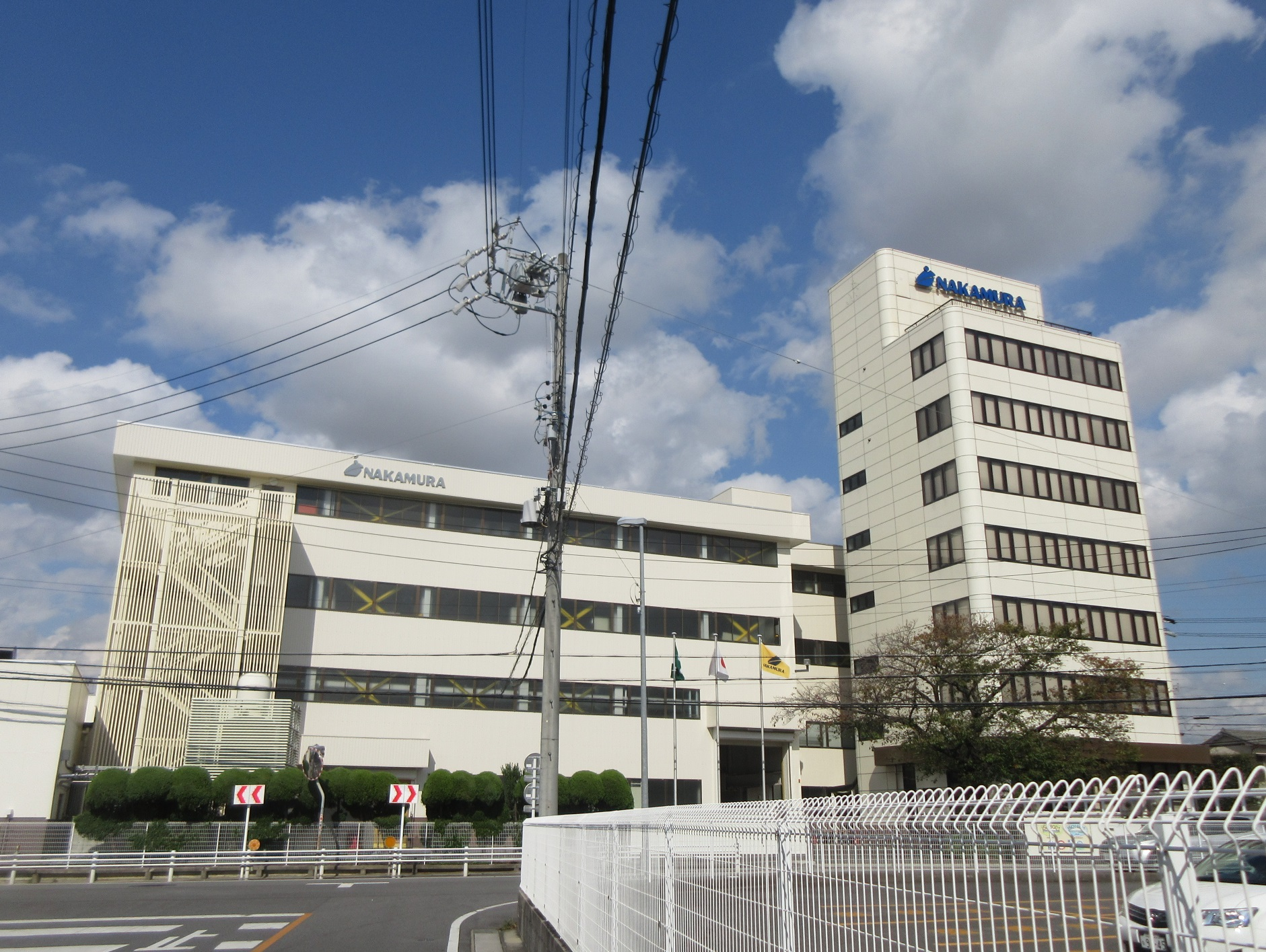
中村科学工業 本社

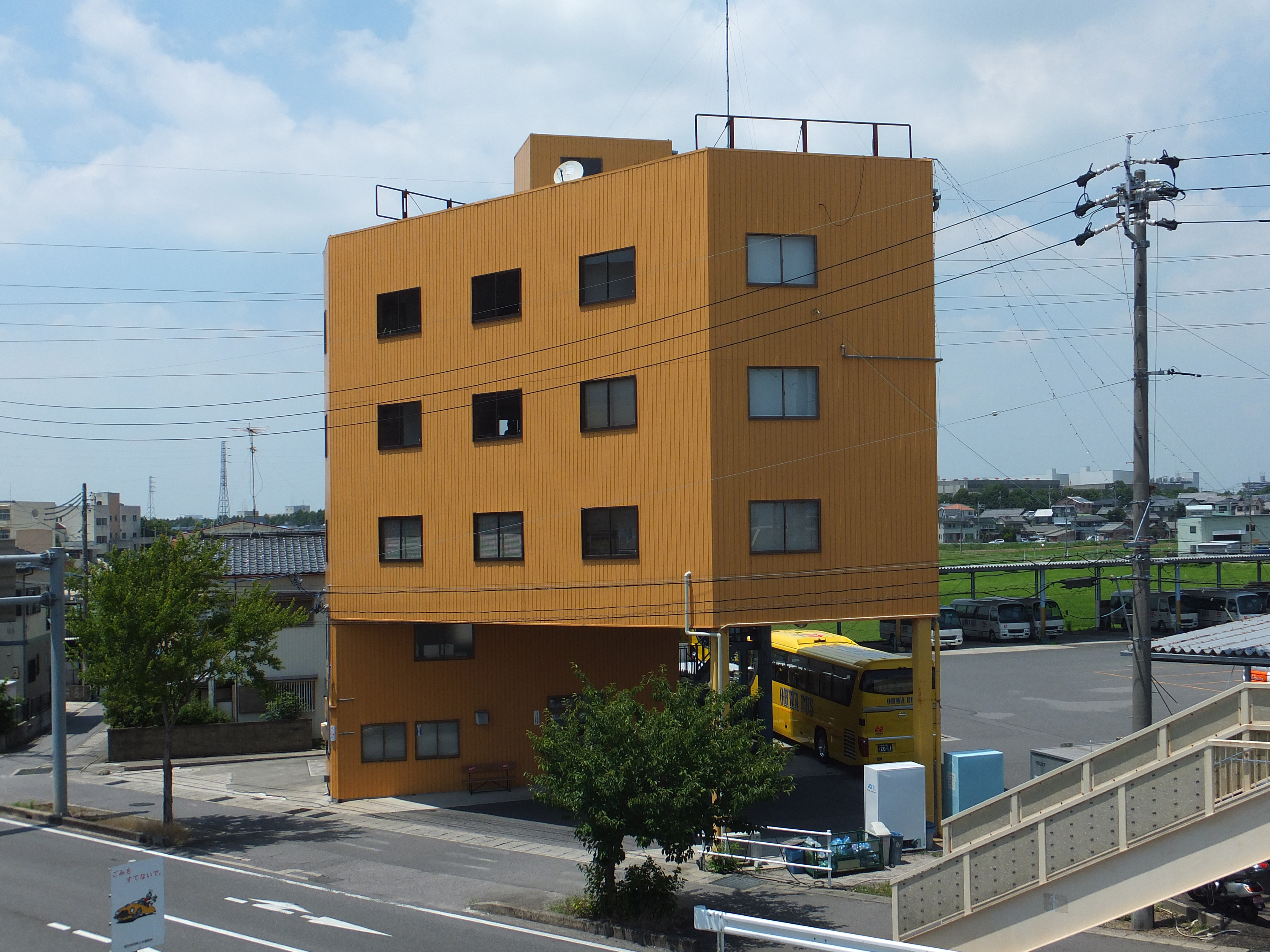
オーワ 本社

- 三菱自動車工業岡崎製作所（橋目町にまたがる）
- 中村科学工業 本社
- オーワ 本社
- 岡崎市立北野小学校
- 北野公園
- 北野廃寺跡
- 報恩寺

## 交通

### 鉄道
- 愛知環状鉄道・愛知環状鉄道線 北野桝塚駅

### 道路
- 愛知県道26号岡崎環状線（長瀬南通り）
- 愛知県道56号名古屋岡崎線（平針街道）
- 愛知県道230号鴛鴨安城線

## その他

### 日本郵便
- 郵便番号 : 444-0951[5]（集配局：岡崎郵便局[16]）。